# Lijst van vlaggen van Italië
Dit is een lijst van vlaggen van Italië.

## Nationale vlag (perFIAV-codering)
|          | Civiele vlag | Staatsvlag | Oorlogsvlag |
| -------- | ------------ | ---------- | ----------- |
| Te land  | · ?          | · ?        | · ?         |
| Te water | · ?          | · ?        | · ?         |

## President
| Vlag | Periode | Functie                           | Beschrijving |
| ---- | ------- | --------------------------------- | ------------ |
|      |         | Vlag van de president van Italië. |              |

## Militaire vlaggen
De oorlogsvlag is reeds in de eerste tabel vermeld.
| Vlag | Periode | Functie                        | Beschrijving |
| ---- | ------- | ------------------------------ | ------------ |
|      |         | Geus van de Italiaanse marine. |              |